# Грамбуа
Грамбуа́ (фр. Grambois) — коммуна во французском департаменте Воклюз региона Прованс — Альпы — Лазурный Берег. Относится к кантону Пертюи. 

## Географическое положение

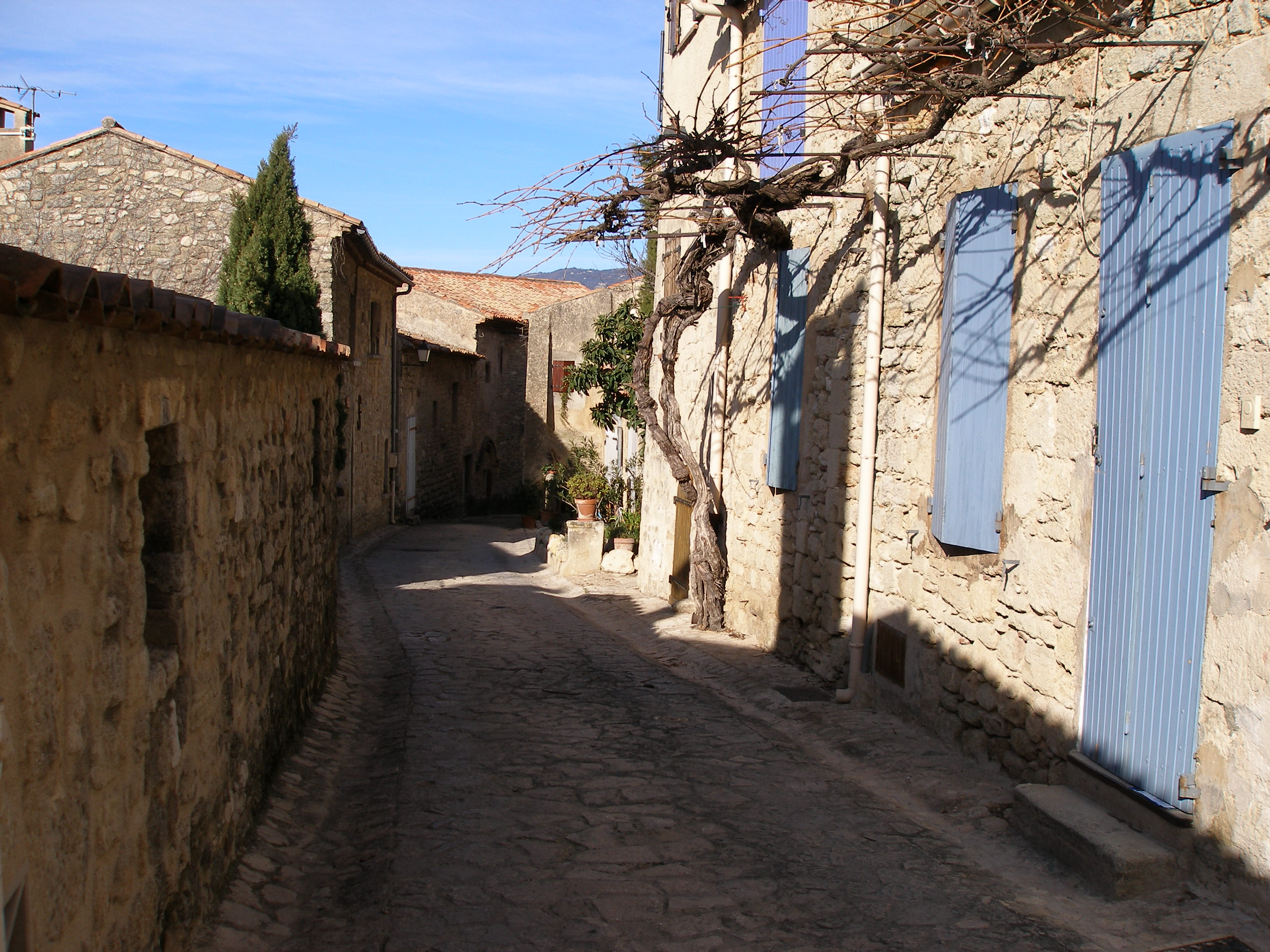
Улочка Грамбуа.

Грамбуа расположен в 70 км к востоку от Авиньона и в 10 км к северо-востоку от Пертюи. Соседние коммуны: Ла-Бастид-де-Журдан на северо-востоке, Бомон-де-Пертюи на юго-востоке, Ла-Тур-д’Эг на юго-западе, Ла-Мотт-д’Эг и Сен-Мартен-де-ла-Браск на западе, Пейпен-д'Эг на северо-западе.

### Гидрография
Ккоммуну пересекает Эз, правый приток Дюранса.

## Демография
Население коммуны на 2010 год составляло 1110 человек.
| 1962 | 1968 | 1975 | 1982 | 1990 | 1999 | 2010 |
| ---- | ---- | ---- | ---- | ---- | ---- | ---- |
| 452  | 465  | 548  | 709  | 903  | 1111 | 1110 |

## Достопримечательности
- Церковь Нотр-Дам-де-Бовуар, впервые упоминается в 1096 году.
- Эрмитаж де Сен-Панкрас XVII века, остатки замка XII и XIII веков, часовня XIV века отнесена к памятникам истории.
- Замок Грамбуа, 1590 года.
- Дом госпитальеров, XIII, XIV и XV века.
- Оратория Нотр-Дам-де-Мизерикорд, 1851 год.